# قائمة البعثات الدبلوماسية في اليمن

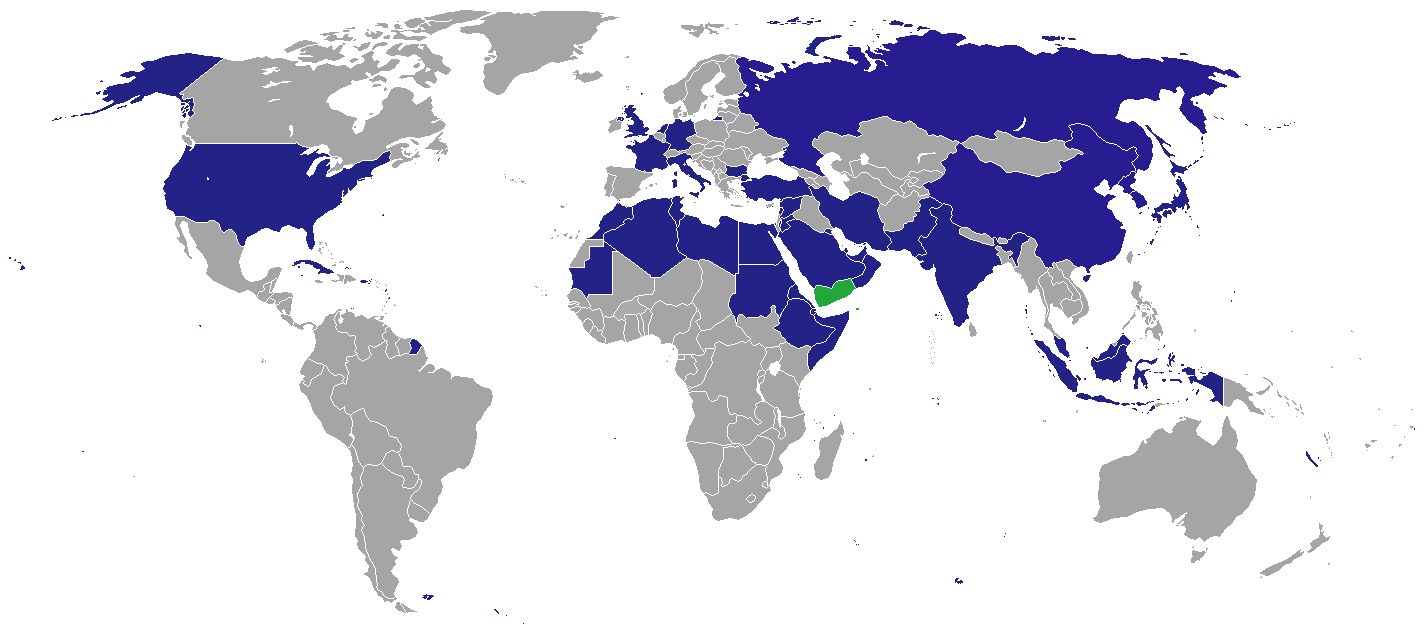
خريطة البعثات الدبلوماسية في اليمن

هذه قائمة بالبعثات الدبلوماسية في اليمن.

## السفارات

### صنعاء
| - الجزائر - بلغاريا - الصين - كوبا - جيبوتي - مصر - أغلقت 23 فبراير 2015 - إرتريا - إثيوبيا - فرنسا - أغلقت 11 فبراير 2015 - ألمانيا - أغلقت 13 فبراير 2015 - الهند - إندونيسيا - أغلقت 25 يوليو 2019 - إيران - العراق - إيطاليا - أغلقت 13 فبراير 2015 - اليابان - أغلقت 16 فبراير 2015 - الأردن - كوريا الشمالية - كوريا الجنوبية - أغلقت 13 يوليو 2015 - الكويت - لبنان | - ليبيا - ماليزيا - موريتانيا - المغرب - هولندا - عُمان - باكستان - فلسطين - قطر - روسيا - السعودية - أغلقت 13 فبراير 2015 - الصومال - إسبانيا - أغلقت 14 فبراير 2015 - السودان - سوريا - تونس - تركيا - أغلقت 14 فبراير 2015 - الإمارات العربية المتحدة - أغلقت 14 فبراير 2015 - المملكة المتحدة - أغلقت 11 فبراير 2015 - الولايات المتحدة - أغلقت 11 فبراير 2015 |

## القنصليات

### عدن
- الصين
- روسيا
- تركيا
- السعودية

## السفارات المعتمدة
المتواجدة في الرياض ما لم يذكر خلاف ذلك:
| - جمهورية أيرلندا - كينيا - مالطا - المكسيك - النرويج - بولندا - البرتغال - رومانيا (أبو ظبي) - صربيا (مدينة الكويت) - سنغافورة (سنغافورة) - سلوفاكيا (القاهرة) - جنوب إفريقيا - سريلانكا (مسقط) - السويد - سويسرا - تنزانيا (أديس أبابا) - أوكرانيا - فنزويلا - البوسنة والهرسك - أفغانستان - الأرجنتين - أستراليا - النمسا - أذربيجان - بلجيكا - البرازيل - بروناي (القاهرة) - كندا - كولومبيا (أبو ظبي) - كرواتيا (القاهرة) - قبرص (أبو ظبي) - جمهورية التشيك (أبو ظبي) - الدنمارك - فنلندا - جورجيا - اليونان - المجر - آيسلندا (باريس) |